# 濱田謙一
濱田 謙一（はまだ けんいち、1967年（昭和42年）-　2024年11月3日 ）は、日本の衣装デザイナー・パタンナー。

## 経歴・人物
東京都出身。1988年、東京デザイナー学院卒業。PASHU、丸紅、COMME des GARÇONSを経て、2015年に濱田デザインスタジオを設立。丸紅を退社後は、自身の保有する美術書や学術書を展示して販売するギャラリーやバーを経営していた。
2007年からは、美學校にてファッションの知識や技術の理論に留まらず、実践を重視して指導にあたる「モード研究室」の講師を担当。
映画、舞台、CM、衣装デザイン制作多数。東京を中心に、パリ、横浜等にて個展、グループ展。2010年ロシアモード誌「Fashion Theory: The Journal of Dress, Body & Culture（ロシア語版）」（ロシア語表記：Теория моды: одежда, тело, культура）にファッション論を連
2024年11月3日　病没

## 展覧会
- 濱田謙一 展「服」（BLOCK HOUSE／東京、2019年）

。